# Funa Tonaki
Funa Tonaki –en japonés, 渡名喜 風南, Tonaki Funa– (Sagamihara, 1 de agosto de 1995) es una deportista japonesa que compite en judo.
Participó en los Juegos Olímpicos de Tokio 2020, obteniendo una medalla de plata en la categoría de –48 kg. Ganó tres medallas en el Campeonato Mundial de Judo entre los años 2017 y 2019, y una medalla de bronce en el Campeonato Asiático de Judo de 2016.

## Palmarés internacional
| Juegos Olímpicos    | Juegos Olímpicos     | Juegos Olímpicos  | Juegos Olímpicos |
| Año                 | Lugar                | Medalla           | Categoría        |
| ------------------- | -------------------- | ----------------- | ---------------- |
| 2020                | Tokio (Japón)        | Medalla de plata  | –48 kg           |
| Campeonato Mundial  |                      |                   |                  |
| Año                 | Lugar                | Medalla           | Categoría        |
| 2017                | Budapest (Hungría)   | Medalla de oro    | –48 kg           |
| 2018                | Bakú (Azerbaiyán)    | Medalla de plata  | –48 kg           |
| 2019                | Tokio (Japón)        | Medalla de plata  | –48 kg           |
| Campeonato Asiático |                      |                   |                  |
| Año                 | Lugar                | Medalla           | Categoría        |
| 2016                | Taskent (Uzbekistán) | Medalla de bronce | –48 kg           |